# 배기완
배기완(裵基完, 1960년 12월 1일 ~ )은 JTBC PLUS의 아나운서이다. 본관은 흥해. 한양대학교 생물학과 졸업 후 춘천MBC(1987년~1996년)를 거쳐 1996년 경력직 공채로 SBS에 입사했다. 이후 2019년 SBS를 퇴직하였다. 현재는 JTBC PLUS 특임 아나운서로 골프 캐스터와 각종 프로그램 진행을 하고있다.

## 경력

### TV
- 골프, 야구, 수영, 양궁, 펜싱, 탁구, 배드민턴, 피겨 스케이팅, 쇼트트랙, 바둑 등의 스포츠 캐스터를 맡고 있다.
- 배기완 최영아 조형기의 좋은 아침 (2009.4.27~2012.5.11)
- 출발 모닝와이드 현장 리포트 (1999~2002)
- 별난 행운 인생대역전 (2000~2002)
- 특명!아빠의 도전 (2005)
- SBS 사랑해요 우리말 (2003)
- 생방송 투데이: 내레이션 (2003~2008)
- SBS 골프 (2001~2019)
- 더 메달리스트 (2021~2022)
- 클럽하우스 (2023~)
- 비욘드 스포츠 (2023~)

### 스포츠
- 평창동계올림픽 (2018) 개.폐회식 장내 아나운서
- 리우올림픽 (2016) 개회식 중계
- 소치동계올림픽 (2014) 개회식 중계
- 런던올림픽 (2012) 개회식 중계
- 밴쿠버동계올림픽 (2010)
- 베이징올림픽 (2008) 개회식 중계
- 토리노동계올림픽 (2006) 폐회식 중계
- 아테네올림픽 (2004)
- 솔트레이크동계올림픽 (2002)
- 시드니올림픽 (2000)
- 나가노동계올림픽 (1998)

### 라디오
- 손숙, 배기완의 아름다운 세상 (1999~2003)

## 홍보대사
- 2016년 2018 평창 동계올림픽 및 동계패럴림픽대회 아나운서 홍보대사

## 수상 경력
- 2017 방송의 날 국무총리 표창
- 2011 제11회 한양언론인상
- 2008 대한민국 아나운서 대상 스포츠캐스터상
- 2008 제19회 한국어문상 대상 공로부문
- 2006 제7회 대한민국영상대전 포토제닉상 아나운서부문
- 1999 제작공로상 진행부문